# Гражданская война в Ливии (2014—2020)

Карта нефтяных полей Ливии (на 2011 год)

Гражданская война в Ливии 2014—н.в. — временной период Гражданской войны в Ливии, начавшийся 16 мая 2014 года, когда генерал-майор Ливийской национальной армии Халифа Хафтар объявил о начале широкомасштабной воздушной и наземной операции подконтрольных ему частей вооружённых сил в районе города Бенгази, описав её как «поправку на пути к революции». Вооружённое противостояние происходило в основном на севере Ливии, между исламистскими силами (в том числе ячейкой группировки ИГ) с одной стороны, и их противниками, с другой.
Военное наступление получило кодовое название — Операция «Достоинство». 18 мая операция была расширена до Триполи, что ознаменовал штурм здания Всеобщего национального конгресса. В обстановке напряжённости прошли 25 июня выборы в Палату представителей, на которых сторонники радикального ислама потерпели поражение. 13 июля исламисты в ответ на своё поражение объявили о начале операции «Рассвет Ливии» с целью захватить аэропорт Триполи. Это им удалось 23 августа после сорока дней боёв.
После установления контроля над городом исламисты заявили о непризнании Палаты представителей и о восстановлении Всеобщего национального конгресса. 25 августа некоторые представители ВНК провели заседание в Триполи, объявили себя законной властью и избрали премьер-министром Омара аль-Хаси, в результате чего в стране сложилось двоевластие. Палата представителей покинула захваченный Триполи и обосновалась в городе Тобруке на северо-востоке страны.
В сентябре 2015 года стороны конфликта пришли к соглашению о создании правительства национального единства Ливии. Тем не менее, гражданская война с участием различных группировок продолжилась.
Лишь 23 октября 2020 года представители сторон межливийского конфликта подписали в Женеве соглашение о введении постоянного режима прекращения огня. Форум ливийского политического диалога, работавший в Швейцарии с 1 по 5 февраля 2021 года, избрал премьер-министра единого правительства Ливии и трех членов Президентского совета во главе с бывшим послом в Греции Мухаммедом аль-Манафи, премьер-министром стал Абдул Хамид Дбейба. Они должны управлять Ливией до всеобщих выборов, намеченных на конец декабря 2021 года.
13  мая 2025 года у Триполи вспыхнули бои  .

## Предыстория
Основная статья: Вооружённые столкновения в Ливии после свержения Муаммара Каддафи (Вооружённые столкновения в Ливии (2011—2014))
C 2012 года Ливией управлял Всеобщий национальный конгресс (ВНК). Избрание в июне 2013 года Нури Абу Сахмейна на должность председателя ВНК стало символом того, что приверженцы радикального ислама установили контроль над деятельностью конгресса. ВНК не проводил мероприятий по борьбе с влиянием исламистских группировок, не смог создать эффективную полицию и армию и принял шариат в качестве основы для всего государственного законодательства в декабре 2013 года. 
В феврале 2014 года срок полномочий национального конгресса истёк, однако 23 декабря 2013 года ВНК принял решение о продлении своих полномочий до конца 2014 года. Это решение вызвало массовые протесты граждан Ливии во многих городах, в том числе в Триполи, Эль-Байда, Тобрукe и Адждабии. 14 февраля 2014 года генерал Халифа Хафтар приказал Всеобщему национальному конгрессу распуститься и призвал к формированию временного правительства, которое должно было организовать выборы, намеченные на 25 июня. ВНК проигнорировал требование, назвав действия генерала государственным переворотом.
14 февраля 2014 года генерал Хафтар объявил о низложении правительства Ливии и потребовал роспуска Всеобщего национального конгресса. Он проигнорировал протесты председателя парламента Нури Абу Сахмейна и напрямую обратился к ливийскому народу с призывом поддержать действия военных (избранного спикером 25 июня 2013 года Абу Сахмейна многие считают политически связанным с движением Братьев-мусульман).

## Стороны
- Палата представителей Ливии — международно признанный парламент Ливии, избранный в 2014 году. Известен также как «правительство в Тобруке» из-за того, что в августе 2014 года, после захвата её противниками Триполи, Палата депутатов покинула город и обосновалась в городе Тобруке на северо-востоке страны[44]. Палату поддерживает Ливийская национальная армия под руководством генерала Халифы Хафтара. 2 марта 2015 года Палата Депутатов назначила Хафтара главнокомандующим вооружёнными силами[56]. Правительство в Тобруке пользуется поддержкой ОАЭ и Египта, который использовал свои ВВС против противников Палаты[57].
- Новый Всеобщий национальный конгресс (до 2016) и Правительство национального спасения (с 2016) — орган, образованный частью депутатов Всеобщего национального конгресса, которые не признали выборы в Палату депутатов. Конгресс проводит свои заседания в Триполи, после того как его сторонникам удалось выбить из города силы, лояльные Палате депутатов. Новый Всеобщий национальный конгресс представляет интересы широкой исламистской коалиции, известной под названием «Рассвет Ливии», включающей в себя движение «Братья-мусульмане»[58][59]. Турция, Судан и Катар, по сообщениям различных СМИ, предоставляют поддержку Новому Всеобщему национальному конгрессу[57][60]. После образования в 2016 году Правительства национального единства, парламент преобразовался в Правительство национального спасения и сейчас ведёт бои с ПНЕ.
- Президентский совет Ливии (с 2016) — орган власти, созданный в марте 2016 года на основе Схиратского соглашения, с поддержкой Совета Безопасности ООН. Президентский совет принял полномочия главы государства Ливии и сформировал правительство национального единства. Совет возглавляет Фаиз Сарадж (премьер-министр страны), а также три вице-председателя (представители каждого исторического региона Ливии). Заменил Новый Всеобщий национальный конгресс.
- Исламское государство проникло в Ливию в октябре 2014 года. ИГ выступило в конфликте в качестве «третьей стороны». С января 2015 года группировка начала наступление на город Сурт. В ходе боевых действий боевики захватили группу египтян-коптов и казнили их. В ответ на это Египет нанёс авиаудары по позициям ИГ[3][61].

## Хронология

### Начало конфликта
Конфликт начался 16 мая 2014, когда генерал-майор Ливийской национальной армии Халифа Хафтар объявил о начале широкомасштабной воздушной и наземной операции подконтрольных ему частей вооружённых сил в районе города Бенгази, описав её как «поправку на пути к революции». Военное наступление получило кодовое название — Операция «Достоинство». 18 мая операция была расширена до Триполи, что ознаменовал штурм здания Всеобщего национального конгресса. В результате столкновений, по первоначальным данным, были убиты 20 человек. Официальное информагентство ЛАНА сообщало о 12 убитых и 90 раненых. Для противодействия боевикам в небо была поднята авиация, которая наносила удары по базам исламистов с воздуха, после чего представители группировки «Бригада мучеников 17 февраля» сообщили о том, что им удалось сбить один армейский вертолёт. Позже количество погибших достигло 24 человек, был закрыт местный аэропорт. По данным министерства здравоохранения Ливии, погибли 43 человека, более 100 получили ранения. Позже число жертв составило 79 человек, 141 получил ранения. Временный премьер-министр Ливии Абдалла Абдуррахман ат-Тани описал атаку Хафтара как «действия вне легитимности государства и переворот», приказав регулярным силовым структурам взять ситуацию под контроль:
Правительство просит у бригад повстанцев сохранять спокойствие, следовать указаниям начальника штаба и повиноваться, чтобы сохранить единство Ливии. Все принявшие участие в этой попытке переворота будут наказаны.
18 мая столкновения продолжились у здания Всеобщего национального конгресса в Триполи, а также в районах Абу-Слим и Эль-Хадба. Как сообщил представитель генерала Халифы Хафтара, его сторонники попытались арестовать исламистов, однако встретили сопротивление. Сам, Халифа Хафтар сказал, что «операция будет продолжена, пока Бенгази не будет очищен от террористов». В совместном заявлении парламент, главы переходного правительства и Генерального штаба Ливии назвали столкновения попыткой «государственного переворота» и, что «все, кто участвовал в этой попытке государственного переворота, будут преследоваться по закону». Сторонники Хафтара, восточные ливийские племена и повстанцы из города Зинтан объединили свои силы против исламистов, ворвались в здание парламента, захватили заложников и перекрыли близлежащие улицы с целью заставить парламент сложить с себя полномочия, прекратить поддержку исламистов и приостановить разработку новой конституции.
18 мая члены зинтанских бригад «Аль-Каака» и «Саваик» пошли на штурм резиденции правительства, после чего столкновения перекинулись к зданию министерства внутренних дел. Сопротивление им оказали лояльные властям боевики «Оперативного штаба ливийских революционеров». В тот же день на пресс-конференции министр юстиции Салах аль-Миргани сказал, что «правительство требует немедленно прекратить использование военной силы для выражения политической позиции и вернуться в законные рамки политического диалога». В тот же день вечером по частным телеканалам полковник Мухтар Фернана зачитал заявление «от имени армии», в котором объявил «о замораживании работы» Всеобщего национального конгресса, сообщив, что «максимально ограниченные контроль и законодательные функции в переходный период» переданы избранному Совету 60 (Конституционная ассамблея), который займётся разработкой новой конституции. Позже в правительстве Абдаллы Абдуррахмана ат-Тани призвали Конгресс приостановить свою работу до следующих выборов, назначенных на 25 июня.
19 мая глава Ливийской национальной армии распорядился о вводе в Триполи вооружённых отрядов, верных правительству. По некоторым данным, войска на военно-воздушной базе к востоку от Тобрука присоединились к силам Хафтара. 19 мая офицерское командование расположения лётной бригады ВВС в Тобруке, находящемся в 175 км к западу от границы с Египтом, выпустило коммюнике, в котором говорится, что «база ВВС в Тобруке присоединяется к армии под командованием генерала Халифы Касима Хафтара». О поддержке Хафтара ранее заявили несколько офицеров восточного округа, в том числе два пилота ВВС. Ставка Хафтара находится в городе Эль-Абьяр, в 70 км к юго-западу от Бенгази. Позже действия Хафтара поддержали Управление национальной безопасности Триполи, армейский спецназ «Ас-Саика» из Бенгази численностью около 3 тысяч бойцов, Войска специального назначения Ливии во главе с командующим спецназом Ванисой Бухамаду, Министерство внутренних дел и командующий войсками ПВО Ливии. Президент Всеобщего национального конгресса Нури Абу Сахмейн назвал действия Хафтара «попыткой переворота», пообещав судебное преследование всем, кто за ним стоит.
21 мая группа боевиков остановила кортеж контр-адмирала начальника штаба ВМС Хасана Абу Шнаки и открыла огонь по его машине. Шнаки был ранен в голову, его водитель и двое охранников получили ранения, но их жизни ничто не угрожает.
22 мая на пресс-конференции Халифа Хафтар сказал, что Высший судебный совет Ливии должен сформировать гражданскую администрацию, которая возьмёт на управления страной и проведёт выборы:
Ливийский народ совершил революцию против режима Муаммара Каддафи ради свободы и достоинства, безопасности и стабильности. Всеобщий национальный конгресс избрали для того, чтобы он сделал нашу родину свободным, безопасным и гражданским государством. Однако парламентарии, большинство членов которого - предатели, не справились со своими обязанностями, а Ливия превратилась в потворствующее терроризму государство, где безраздельно властвуют запугивание, страх и смерть. Мы просим Высший судебный совет создать гражданскую администрацию, которая возьмет на себя бразды правления. Ей, в свою очередь, нужно будет сформировать кризисный кабинет министров, который займется организацией предстоящих выборов.
В поддержку Хафтара выступил министр культуры и гражданского общества Ливии Хабиб Мухаммед аль-Амин: «Я больше не признаю законность Конгресса, поскольку он оказался не в состоянии управлять страной, и призываю остальных министров последовать моему примеру».
22 мая Халифа Хафтар в интервью египетской газете «Аль-Ватан» сказал, что его сторонники «не остановятся до тех пор, пока не будет свергнуто правительство, потерявший всякую легитимность Всеобщий национальный конгресс, и ливийский народ заживёт спокойно». Хафтар выразил уверенность в том, что вооружённые подразделения милиции, «как только будут обезглавлены, долго не протянут. Нас поддержали МВД, ПВО, спецназ, одно за другим присоединяются племена, а эти группировки ещё пока существуют только в Триполи и нескольких районах страны»:
Мы начали операцию под кодовым название «Достоинство Ливии», которая потрясла не только нашу страну, но и весь мир. И сейчас мы хотим истребить всех экстремистов и террористов. Мы не желаем, чтобы кто-то из «братьев» был на ливийской земле, и не позволим впредь никому из этой группировки остаться в Ливии. Мы не отступим, пока окончательно не расправимся с ними, с «Аль-Каидой» или другими, которые являются ничем иным, как ответвлениями «братства» под разными названиями. Правосудие ждет тех членов Конгресса, причастность которых к этим преступлениям будет доказана, и это не обсуждается. Сейчас для нас крайне важно восстановить права ливийского народа, который ради них вышел на улицы во время «революции 17 февраля». Прежде всего, хотелось бы ещё раз подчеркнуть, что я начал действовать с целью вернуть безопасность и стабильность моему народу с помощью верных сынов нации, очистить страну от террористов и экстремистов и восстановить достоинство Ливии, которую она потеряла из-за этих такфиристов. И это моя первоочередная задача. Во-вторых, у меня нет никакого желания баллотироваться на пост президента, но если этого захотят ливийцы, тогда я пойду на выборы. Ведь это воля народа, и, в конце концов, именно люди выбирают тех, кто ими управляет.
22 мая вооружённые подразделения Мисуратской бригады (она же «Центральный щит»), входящей в «Щит Ливии», начали занимать позиции в Триполи для защиты Всеобщего национального конгресса по просьбе президента конгресса Нури Абу Сахмейна и начальника генштаба вооружённых сил Абдельсаляма ас-Салехейна. Однако, в коммюнике от имени действующего правительства под руководством Абдаллы Абдуррахмана Ат-Тани, зачитанным министром культуры и гражданского общества Хабибом Мухаммедом аль-Амином сказано, что:
Правительство предупреждает о серьезных последствиях подобных приказов спикера конгресса, который распорядился передислоцировать «Щит Ливии» в столицу. Все это, учитывая нахождение в Триполи других вооружённых милиций, ставит под угрозу безопасность гражданских лиц. Мы находимся в крайне опасной и критической ситуации.
23 мая в Триполи на Площади мучеников собрались сотни человек на демонстрацию в поддержку действий Хафтара и его операции. Ранее шейхи племени тубу, три года назад поддержавшие Муаммара Каддафи, объявили о поддержке проводимой Хафтаром операции и его Ливийской национальной армии.
27 мая Халифа Хафтар отказался признавать новое правительство под руководством премьер-министра Ахмеда Майтыга и призвал отложить парламентские выборы, намеченные на 25 июня.
Новый премьер Майтыг должен уйти, поскольку он не сможет вернуть стабильность стране и не наделен легитимностью делать эту работу. Он не представляет народ, потому что избравший его конгресс сам является незаконным.
27 мая на дом Майтыга совершили нападение боевики с гранатомётами и стрелковым оружием. Один участник атаки был убит, другой был ранен и захвачен в плен. Майтыг и члены его семьи находились в момент нападения в доме, никто из них не пострадал.
28 мая официальный представитель Мухаммед Хиджази заявил, что два боевых самолёта военно-воздушных сил, присоединившихся к контртеррористической операции Хафтара, нанесли два удара по расположению «Батальона мучеников 17 февраля» на западной окраине Бенгази.
28 мая в послании, направленном в секретариат правительства, Министерство юстиции Ливии не признало законным решение Всеобщего национального конгресса о вынесении вотума доверия правительству премьер-министра Ахмеда Майтыга. На совещании 25 мая, по мнению экспертов минюста, не было предусмотренного правовыми нормами кворума — правительство поддержали лишь 83 из 93 присутствовавших депутатов (при необходимых 120 плюс один голос из 200).
29 мая новое правительство под руководством Ахмеда Майтыга провело первое заседание в одном из отелей Триполи. По словам представителя Майтыга, на повестке дня стоят вопросы безопасности государства и обсуждение планов на ближайшую перспективу. Официальное здание правительства занято временным правительством под руководством Абдаллы Абдуррахмана ат-Тани, который намерен продолжить исполнять свои обязанности и в судебном порядке решить вопрос правомочности назначения нового правительства.

### Середина 2014 года
2 июня в результате столкновений между силами Хафтара и экстремистами в Бенгази погибли семь человек, 15 получили ранения. Позже количество погибших достигло 25 человек, раненых — 70. Бои между армейским спецназом и группировками «Ансар аш-Шариа» и «Батальон мучеников 17 февраля» вспыхнули после того, как последние атаковали с миномётами и гранатомётами с нескольких направлений базу спецподразделения «Ас-Сайга», поддержавшего Хафтара, попытавшись захватить расположение спецназовцев, но встретили отпор. На помощь спецназу пришла боевая авиация с перешедшей на сторону Хафтара авиабазы Бенина в районе Бенгази. Вертолёты нанесли серию ударов по позициям экстремистов, после чего вернулись на аэродром.
4 июня смертник подорвал заминированный автомобиль вблизи штаб-квартиры Хафтара в городе Абьяр, расположенном в 70 км к юго-западу от Бенгази. В результате атаки погибли пять человек, в том числе трое солдат, охранявших ставку. Сам Хафтар не пострадал. Позже боевики обстреляли из гранатомёта офис премьер-министра Майтыга, но никто не пострадал, а сам Майтыг в здании не находился.
4 июня в городе Сурт из проезжающего мимо автомобиля был открыт огонь, в результате чего был убит 42-летний гражданин Швейцарии Мишель Гро, глава миссии Международного комитета Красного Креста в городе Мисрата, находящийся в Сурте проездом и покидавший в тот момент представительство Ливийского общества Красного Полумесяца. Пресс-секретарь МККК в Северной и Западной Африке Уолд Габриэль Сожерон рассказал, что «на него напали вооружённые люди после встречи с двумя коллегами. Он умер в госпитале в Сурте. Его коллеги не пострадали, но находятся в состоянии шока». Ранее, 22 мая боевики обстреляли здания представительства Красного креста в Бенгази, после чего Сожерон заявил, что «мы временно приостанавливаем передвижения наших сотрудников и нашу деятельность».
4 июня премьер-министр временного правительства Абдалла Абдуррахман Ат-Тани заявил, что скоро покинет свой пост, однако заявив, что передать власть Майтыгу готов лишь только после того, как во Всеобщем национальном конгрессе будет достигнуто взаимопонимание по поводу законности избрания последнего новым премьер-министром, либо же суд утвердит результаты голосования, отметив, что не имеет каких-либо разногласий с правительством Майтыга. ат-Тани напомнил, что возглавляемое им правительство по-прежнему исполняет свои обязанности. Ранее было объявлено, что Высший конституционный суд Ливии рассмотрит на неделе вопрос о легитимности назначения Майтыга премьер-министром.
5 июня Высший конституционный суд Ливии своим постановлением объявил, что избрание Ахмеда Майтыга премьер-министром незаконно, так как противоречит положениям Конституционной декларации. 9 июня Высший конституционный суд Ливии вынес окончательное решение о неконституционности избрания Ахмеда Майтыга премьер-министром. Решение суда не может быть обжаловано. Во Всеобщем национальном конгрессе заявили о согласии с вердиктом. На пресс-конференции в Триполи, Ахмед Майтыг сказал, что «я уважаю решение суда о незаконности моего назначения и подчиняюсь ему».
25 июня прошли выборы в Палату представителей Ливии. Большинство мест заняли светские фракции, а исламисты, имевшие значительную власть в предыдущем парламенте, получили только 30 мест. В связи с этим, результаты активизировали борьбу между светскими и исламистскими силами.
13 июля контролирующие аэропорт Триполи с 2011 года ополченцы из Зинтана подверглись нападению бойцов одной из исламистских группировок. 14 июля аэропорт подвергся ракетному обстрелу, после чего власти вынуждены были закрыть его. Были повреждены около 90 процентов самолётов, находящихся на стоянке аэропорта. После этого представитель ливийского правительства Ахмад Ламин заявил, что правительство Ливии намерено обратиться к международному сообществу с просьбой разместить на территории страны международные силы для восстановления стабильности.
18 июля в результате боёв вокруг международного аэропорта в Триполи погибло 30 человек, ранено около 40.
23 августа отряды исламистов из Мисраты и других городов захватили аэропорт Триполи, который около трёх лет контролировали зинтанские бригады.
После установления контроля над городом исламисты заявили о непризнании Палаты представителей и о восстановлении Всеобщего национального конгресса. 25 августа некоторые представители ВНК провели заседание в Триполи, объявили себя законной властью и избрали премьер-министром Омара аль-Хаси, в результате чего в стране сложилось двоевластие. Палата представителей покинула захваченный Триполи и обосновалась в городе Тобруке на северо-востоке страны.
1 сентября депутаты Палаты представителей на заседании в Тобруке поручили Абдалле Абдуррахману ат-Тани в качестве нового премьер-министра сформировать правительство.

### Конец 2014 года
6 ноября верховный суд в захваченном исламистами Триполи объявил о роспуске Палаты депутатов. Палата депутатов назвала это решение «принятым под давлением» и потому продолжила функционировать.
29 декабря 2014 года в распространённом заявлении Миссии ООН по поддержке Ливии (МООНПЛ) сообщается, что ракетно-бомбовым ударам с воздуха подверглись цели на территории города Мисраты на западе Ливии, являющегося одним из оплотов исламистов, которые противостоят центральному правительству.

### 2015 год
16 января после переговоров, прошедших в Женеве при посредничестве ООН, противоборствующие стороны согласились прекратить огонь, чтобы достичь решения конфликта мирным путём. 20 января Миссия ООН по поддержке Ливии выразила обеспокоенность по поводу имеющейся информации о нарушении режима прекращения огня и напомнила конфликтующим сторонам о том, что перемирие предусматривает запрет на любое перемещение вооружённого персонала и военной техники.
16 февраля ВВС Египта нанесли серию авиаударов по позициям «Исламского государства» в Ливии после появления в интернете видеозаписи казни 21 египтянина-копта.
19 февраля Египетские спецподразделения вошли на территорию Ливии для проведения операции в городе Дерна, ранее захваченный боевиками ИГ.
21 февраля по сообщению арабской газеты Asharq Al-Awsat, в руки ливийских радикальных группировок попала часть химического оружия, принадлежавшего ранее Муаммару Каддафи, и они уже провели первые испытания этого оружия.
9 марта боевики «ИГ» заявили о захвате девятерых иностранных рабочих-нефтяников в ходе налёта на нефтяное месторождение Аль-Гани. В ходе нападения, по некоторым данным, были обезглавлены восемь охранников.
14 марта начались бои за город Сирт.
18 марта гражданин Туниса, командующий Ахмед аль-Руисси, был убит около Сурта во время сражения. В тот же день, 12 солдат правительства Триполи были уничтожены во время борьбы против исламистов.
21 марта начальник Генерального штаба Ливийской национальной армии Абдель-Раззак Ан-Назури подтвердил, что Ливийская национальная армия подошла к Триполи и взяла под свой контроль столичный аэропорт, а также населённые пункты Азизия, Насирия, Аль-Захра, Ас-Саидия и Америя к западу от Триполи. С августа 2014 года Триполи находится под контролем террористической организации «Фаджр Либия».
22 марта к югу от Триполи ливийская армия провела крупномасштабную операцию против группировок террористической организации «Фаджр Либия». А на западе страны в городе Эз-Завия идут ожесточённые бои.
31 марта депутаты Всеобщего национального конгресса 74 из 85 голосов отправили Омара аль-Хаси в отставку с должности премьер-министра. По некоторым данным такое решение было связано с конфликтом с депутатами и аудиторами, обвинившими его во лжи относительно финансового положения правительства. После этого, аль-Хаси заявил о намерении провести консультации со своими «революционными партнерами», являющимися поддерживающими его вооружёнными группами, касательно того, следует ли принять отставку. Временно исполняющим обязанности премьер-министра Нового ВНК Ливии был назначен Халифа аль-Гави.
12 апреля на Посольство Южной Кореи в городе Ливии напали боевики «Исламского государства».
18 апреля произошли бои в Триполи. Не менее восьми военных погибли, 10 получили ранения в результате хаотичного обстрела боевиками «Фаджр Либия» западного пригорода столицы — Тажура. В ответ артиллерия, принадлежащая одной из воинских частей, открыла огонь по укреплениям боевиков в Тажуре, но они успели покинуть свои позиции. В результате было ликвидировано по меньшей мере 35 мятежников.
Поздно вечером 28 мая террористы ИГ захватили почти разрушенную авиабазу Гардабия на юге Сурта.
31 мая силы Рассвета Ливии ушли со своих позиций в районе города Сурта после захвата ИГ территорий на востоке, юге и западе города. Как сообщается, Рассвет Ливии отступил на 12 миль к западу от Сурта.
9 июня боевики «Исламского государства» (ИГ) начали наступление в ливийском Сурте и его окрестностях. Исламисты захватили электростанцию в 30 километрах западнее родного города убитого в 2011 году ливийского лидера Муаммара Каддафи. Радикальные исламисты захватили маленький посёлок и фермы Навфалия к юго-востоку от Сурта в феврале 2015 года. Затем в марте они начали штурм Сурта, в ходе первых атак была захвачена телерадиостанция, правительственные здания, университет и больница. С тех пор город поделён на зоны влияния боевиков ИГ и его защитников, постоянно идут бои. В конце мая террористы снова перешли в наступление и взяли под контроль аэропорт Сурта, расположенную на его территории военную базу и часть мощных ирригационных сооружений, построенных во времена Каддафи. В начале июня 2015 года боевики ИГ заявили о «полном контроле» над селением Харава недалеко от Сурта и продолжили захватывать окрестности города. Переброшенные сюда вооружённые формирования «бригады Мисраты» не сдержали натиск сторонников «халифата».
10 июня в ливийском городе Дерна начались бои между боевиками «Шуры Дерна» (Совет Дерны), связанными с «Аль-Каидой» и сторонниками «Исламского государства» (ИГ). Боевики «Шуры Дерна» (в основном это представители группировки «Ансар аш-Шариа») обвинили боевиков ИГ в убийстве их лидера 55-летнего Насера Акера, после чего начались вооружённые столкновения, в которых обе стороны к вечеру потеряли 19 человек убитыми (из них 16 боевиков ИГ). Сообщается, что бои продолжались в ночь на 11 июня. На помощь своим из Бенгази в Дерна выехали несколько десятков боевиков «Ансар аш-Шариа». Значительная часть города Дерна находится под контролем «Исламского государства».
13 августа бои шли в центре Сурта. В ходе перестрелок были убиты два полевых командира «Исламского государства» — саудит Абу Хузайфа Ансари и египтянин Абу Хаммам Масри. Погибли двое местных ополченцев. Террористы намеренно подвергают наиболее интенсивным обстрелам 3-й микрорайон Сурта, где плотность мирного населения самая высокая.
14 августа не менее 38 человек были убиты в боях за ливийский город Сурт между местными жителями и исламистами против боевиков террористической группировки «Исламское государство» (ИГ). Боевые действия начались 11 августа после убийства террористами имама местной мечети Халида бин Раджаба Ферджани. Боевики ИГ обстреливают районы, подконтрольные местным ополченцам и исламистам из центральных районов страны. Накануне они предъявили ультиматум — если жители Сурта не прекратят сопротивление против них будет применён отравляющий газ. Оружия и боеприпасов у защитников Сурта недостаточно, поскольку боевики из Мисраты, считая всех местных жителей сторонниками Каддафи, уже давно провели здесь тотальное разоружение (г. Сурт — родина убитого в 2011 году ливийского лидера Муаммара Каддафи).
24 августа Главнокомандующий ливийской армией Халифа Хафтар выступил с обвинениями в адрес Турции, Катара и Судана, заявив, что эти страны поддерживают радикалов в Ливии, и пообещал изменить ситуацию в городе Сурт, осаждаемом боевиками группировки «Исламское государство» (ИГ). Также военачальник прибыл в столицу Иордании для заключения договора в сфере военно-технического сотрудничества. Хафтар отметил, что в настоящее время ливийская армия ведёт войну с терроризмом от лица всего мира. По итогам внеочередного заседания Лиги арабских государств (ЛАГ) на прошлой неделе страны-участницы пообещали разработать единую стратегию военной помощи Ливии в борьбе с ИГ.
26 августа министр-делегат по делам стран Магриба и Африки при МИД Алжира Абделькадер Мессахель в телефонном разговоре с министром иностранных дел и международного сотрудничества Италии Паоло Джентилони отметил, что в настоящее время следует как можно скорее сформировать в Ливии правительство национального единства для разрешения существующих в этой стране многочисленных вопросов и выступил против военного вмешательства в Ливии.

#### Мирное соглашение
18 сентября 2015 года стороны конфликта в Ливии достигли соглашения, «преодолев все оставшиеся политические разногласия». Об этом заявил глава Миссии ООН по поддержке в Ливии (МООНПЛ) Бернардино Леона. По его данным, подписание документа, который положит конец многолетнему конфликту в этой североафриканской стране, состоится в Марокко.
Схиратское соглашение было достигнуто ещё 11 июля по итогам предыдущего раунда межливийского диалога. Однако, церемонию в Марокко проигнорировали делегаты происламистского Всеобщего национального конгресса (ВНК, бывший временный парламент) Ливии, который заседает в Триполи. Подписи под документом «о мире и примирении» поставили эмиссары признанного международным сообществом временного правительства в Тобруке, представители ряда региональных муниципалитетов, ведущих политических партий и организаций гражданского общества страны. Подготовленный сейчас при посредничестве МООНПЛ итоговый текст содержит предложения, внесённые ВНК. Согласно плану, прописанному в соглашении, в Ливии должно быть сформировано правительство национального единства сроком на год, которое возглавит премьер-министр и два его заместителя. Функции законодательного органа будет выполнять Палата представителей.
9 октября 2015 года было сформировано правительство национального единства Ливии. Премьер-министром страны стал Фаиз Сарадж. Кроме того, были названы имена трёх вице-премьеров — Ахмеда Майтига, Фатхи аль-Мажбри и Мусы аль-Кони. «После года усилий, в которые были вовлечены свыше 150 ливийцев, представляющих все регионы страны, настал момент, когда мы можем объявить о формировании правительства национального единства», — сказал Леон. В течение многих месяцев в дискуссиях в Марокко принимали участие представители основных конфликтующих ливийских сторон — происламистского Всеобщего национального конгресса (бывший временный парламент), который заседает в Триполи, и признанного международным сообществом временного правительства в Тобруке. Генеральный секретарь ООН Пан Ги Мун приветствовал согласование участниками переговоров окончательного проекта политического соглашения, а также списка кандидатов на включение в правительство, руководство которым будет доверено Сараджу.
13 декабря 2015 года в Риме состоялась международная конференция по Ливии. На ней два правительства, воюющих друг с другом договорились о намерении 16 декабря подписать мирное соглашение и в течение 40 дней с момента подписания сформировать правительство национального единств.
17 декабря 2015 года в городе Схират (Марокко) состоялась церемония подписания соглашения по мирному урегулированию и формированию правительства национального единства между сторонами конфликта в Ливии.

### 2016 год
7 января совершено нападение в городе Злитен в 160 км от столицы страны Триполи: смертник на автомобиле атаковал тренировочный лагерь для курсантов. Погибли более 70 человек, ранены около 200. Вслед за этим был осуществлён подрыв машины в городе Рас-эль-Ануф. В этом месте по разным данным погибли от 7 до 10 человек, ранено 40.
Это одна из самых смертоносных атак в Ливии за последнее время. Ответственность взяла на себя организация «Исламское государство». На следующий день в туристическом городе Хургада в Египте было совершено нападение на отель двумя вооружёнными людьми. В результате пострадали 3 туриста: двое граждан Австрии и один подданный Швеции.
2 апреля 2 человека погибли при атаке ИГ на нефтяное месторождение.
В ночь с 5 на 6 апреля правительством Нового Всеобщего национального конгресса в Триполи была осуществлена передача власти поддерживаемому ООН правительству национального единства. Данное решение стало резким поворотом в политике учреждения (НВНК), делавшего все возможное для предотвращения прибытия в страну нового главы кабинета Фаиза Сараджа.
5 апреля Новый Всеобщий национальный конгресс заявил о том что он признает президентский совет и перестанет существовать.
20 апреля В Ливии правительственные войска теснят исламистов в Бенгази. В результате развёрнутого наступления, предпринятого на трёх направлениях, военные заняли ряд позиций. Сообщается о десятках убитых экстремистах, в числе которых — полевые командиры.
21 апреля Ливийский город Дерна освобождён от ИГ.
22 апреля Город Дерна перешёл под контроль боевиков Совета Шуры моджахедов Ливии.
5 мая террористы ИГ подорвали автомобиль на блокпосту у третьего по величине города Ливии — Мисраты. Погибли не менее шести ополченцев. Боевики захватили несколько населённых пунктов, в том числе город Абу Курейн. Незадолго до этого правительство в Триполи объявило о создании военного командования с целью наступления на город Сурт — главный плацдарм группировки.
18 мая Вооружённые отряды, поддержавшие ливийское правительство национального единства, выбили боевиков группировки «Исламское государство» из множества захваченных ранее городов. Исламистов отбросили обратно к плацдарму в районе Сурта. Среди освобождённых населённых пунктов — стратегически важный Абу-Грейн на дороге в Мисрату. Эти населённые пункты были захвачены боевиками ИГ в результате крупного наступления, развёрнутого в начале мая.
Несколько дней назад войска, поддерживающие правительство национального единства, сумели переломить ситуацию.
4 июня ливийская армия, верная Президентскому совету, освободила аэродром Аль-Гардабия, расположенный всего в 20 километрах к югу от Сурта. Удар был нанесён в рамках операции «Аль-Буньян Аль-Марсус», целью которой является освобождение подконтрольных ИГ территорий. Костяк наступающих на Сурт сил составили отряды из Мисраты. Также, взят посёлок Абу-Хади, расположенный в 2 километрах к востоку от авиабазы. После чего авиация нанесла удары по позициям террористов у взлётно-посадочной полосы № 17 и города Ас-Сахаир.
12 июня боевики ИГ взорвали в Сурте три заминированных автомобиля, которым управляли смертники. Целью нападения были силы, союзные новому ливийскому правительству. Несколько человек получили ранения. В Сурте ведутся ожесточённые уличные бои. Правительственные войска и их союзники пытаются выбить боевиков, которые закрепились в центральных районах города.
15 июня ливийские войска укрепили свои позиции близ города Сурт, занятого боевиками «Исламского государства», отбив атаки террористов. Столкновения возобновились также около порта, занятого неделей ранее правительственными войсками. Ливийская национальная армия освободила несколько кварталов Сурта и ведёт сражения вокруг конференц зала Ouagadougou. За последний месяц в сражениях погибли более 120 человек и около 500 получили ранения. Военные сообщили, что боевики понесли значительные потери, хотя сотни бойцов ИГ всё ещё занимают часть города.
21 июня бои продолжались в центре города, где ливийские войска освободили один квартал от боевиков ИГ (36 человек погибли в ходе операции, и 100 были ранены), 29 человек погибли десятки ранены при взрыве на оружейном заводе.
5 июля Пятеро граждан Египта были похищены вооружёнными боевиками.
20 июля трое французских солдат погибли в ходе разведывательной операции на территории Ливии.
1 августа военные самолёты ВВС США провели серию воздушных ударов по позициям «Исламского государства» в г. Сурт.
2 августа В результате взрыва заминированного автомобиля в Бенгази, втором по величине городе Ливии, погибли 22 человека, ещё 20 получили ранения.
23 августа Войска ливийского Правительства национального согласия проводят новую операцию по захвату Сурта.
18 сентября ливийская армия смогла отбить атаку исламских радикалов на нефтяные порты страны.
14 октября В Ливии за один день не менее 14 военных погибли, ещё от 25 до 30 получили ранения в боях за город Сурт против боевиков террористической группировки «Исламское государство». Потери со стороны боевиков не сообщаются.
29 октября На востоке Ливии в районе Кееш произошёл теракт, в результате которого по меньшей мере четверо человек погибли и ещё 14 ранены.
31 октября Ливийские отряды, лояльные правительству в Триполи, начали штурм последнего оплота группировки «Исламское государство» в городе Сурт, боевики оказывают упорное сопротивление, сообщила пресс-служба операции по освобождению города.
3 ноября Морская пехота США нанесла удары по боевикам террористической группировки «Исламское государство» в Ливии с помощью вертолётов Bell AH-1 Super Cobra.
15 ноября Один из главарей террористической сети «Аль-Каида» ликвидирован на юге Ливии в результате авиаудара беспилотника.
21 ноября в городе Сабха разгорелся вооружённый конфликт между двумя влиятельными кланами из-за обезьянки. Было убито 16 и ранено 50 человек.
26 ноября Наступление войск национального согласия Ливии на позиции боевиков группировки «Исламское государство» в Сурте закончилось гибелью по меньшей мере восьми солдат.
5 декабря Ливийская национальная армия при поддержке воздушных ударов американской авиации полностью освободила от боевиков город Сурт.

### 2017 год
В январе 2017 года, продвигаясь на юг Ливии, силы Хафтара столкнулись с силами, лояльными Правительству национального единства, которое Хафтар не признаёт. По словам фельдмаршала, после того как под натиском его войск падет Бенгази, он начнет борьбу против экстремистов из Дерны, используя против них все средства. У генерала в отличие от исламистов есть собственные ВВС.
В начале марта Ливийская национальная армия в ходе спецоперации вернула приморские города Рас-эль-Ануф и Эс-Сидр, где располагаются два важных нефтяных терминала, которые контролировались исламистскими «Бригадами обороны Бенгази». В Триполи произошли столкновения вооружёнными формированиями с применением бронетехники, в том числе танков.
7 марта Палата представителей проголосовала за приостановку политического диалога и действия Схиратского соглашения. Группировка боевиков, ранее известная как «Бригады обороны Бенгази» готовится к штурму оплота генерала Халифы Хафтара на востоке Ливии. Спикер Палаты представителей Ливии Агила Салех Иса призвал к проведению президентских выборов и выборов в законодательные органы власти до февраля 2018 года. Также палата представителей Ливии проголосовала за приостановку политического диалога и действия Схиратского соглашения. Депутаты, в частности, отменили прежнее решение от 26 января 2016 года об утверждении этого соглашения и президентского совета, которым руководит Фаиз Сарадж.
5 июля Хафтар объявил о полном освобождении от террористических группировок второго по значимости города Ливии — Бенгази после двух лет боёв. По словам Хафтара, на уровне Ливии война с терроризмом завершится лишь после полного выкорчевывания его с территории страны.

### 2018 год
5 февраля Военные начали операцию против боевиков в портовом городе Дерна на востоке Ливии.
7 мая После отвергнутого ультиматума о сдаче генерал Халифа Хафтар приказал штурмовать город Дерна.
8 мая Войска ливийского маршала Хафтара штурмуют город Дерна.
9 мая Четыре человека погибли в результате теракта на КПП в Ливии.
15 мая Генерал Хафтар провёл бомбардировку Дерны.
16 мая Ливийская национальная армия вновь потерпела поражение в боях с джихадистами, контролирующими город Дерна.
17 мая Ливийская национальная армия (ЛНА) продолжает стягивать дополнительные силы для штурма города Дерна.
23 мая Ливийская национальная армия (ЛНА) Халифа Хафтара активизировала наступление на город Дерна.
28 мая Силы Хафтара освободили от боевиков западные ворота ливийской Дерны.
28 июня Ливийская национальная армия освободила от террористов город Дерна.
14 августа Хафтар заявил об освобождении 90 % Ливии от террористов.

### 2019 год

#### Наступление на Триполи

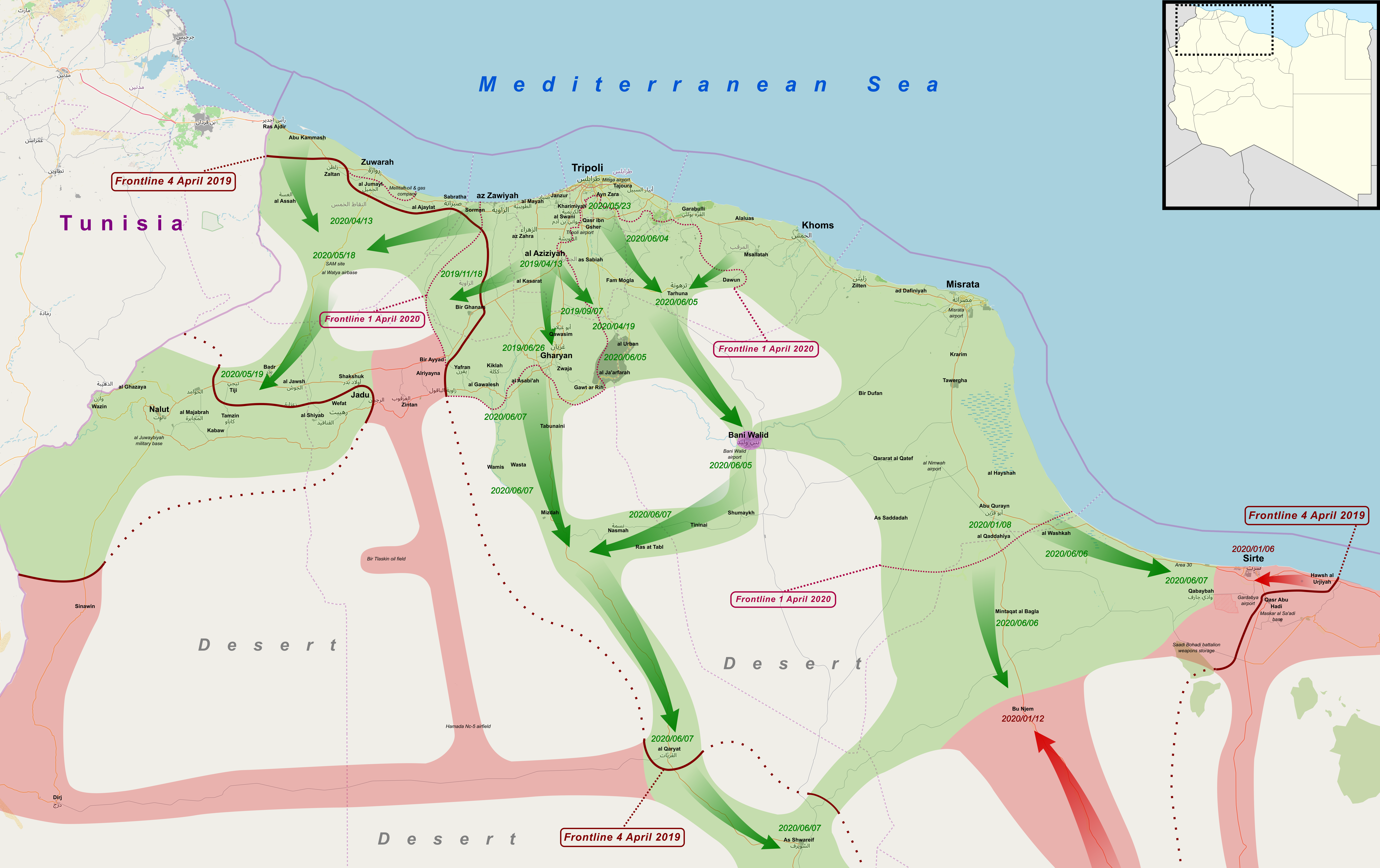
Карта наступления Ливийской национальной армии на западе Ливии

4 апреля 2019 года командующий Ливийской национальной армией маршал Халифа Хафтар приказал войскам Ливийской национальной армией (ЛНА) начать наступление на столицу страны Триполи . Наступление на Триполи ведётся сразу с нескольких направлений. Так называемый военный совет «революционеров» Мисураты (полевые командиры, которые формально подчиняются Сараджу) в своём коммюнике объявил о готовности противостоять «зловещему наступлению». В ту же ночь министры ПНС, включая премьер-министра Фаиза Сараджа, бежали в соседний Тунис. Великобритания попросила Совбез ООН созвать экстренное заседание. В тот же день, заняв три небольших города по дороге к Триполи, подразделения ЛНА вошли на территорию международного аэропорта Триполи (разрушенного с 2014 года).

### 2020 год
6 января армия Хафтара взяла город Сирт под полный контроль.
13 января фельдмаршал Хафтар прибыл в Москву, где состоялись его переговоры с премьер-министром ПНС Ливии Ф. Сараджем. Ожидалось, что Сарадж и Хафтар подпишут в Москве соглашение о перемирии, однако, хотя Саррадж поставил свою подпись под документом — Хафтар отказался сделать это (называются разные причины этого: отказ сил ЛНА покидать Триполи, неприемлемость для Хафтара несогласованности вопроса о сроках роспуска вооружённых формирований, поддерживающих ПНС, также командующий ЛНА отверг какое-либо участие Турции в наблюдении за прекращением огня в стране и выказал недовольство отсутствием в документе пунктов о «выводе турецких войск из Ливии»). На фоне отъезда фельдмаршала, в Триполи возобновились вооружённые столкновения.
Турецкие СМИ сообщили о подготовке Хафтара к очередному наступлению на Триполи.
После пяти международных совещаний готовящихся в течение нескольких месяцев 19 января 2020 года в Берлине должна состояться Берлинская конференция политических лидеров государств, предположительно нарушивших эмбарго на поставки оружия Ливии и других крупных международных держав, с целью прекращения международного участия в ливийском конфликте. Конференция станет вторым этапом трехэтапного мирного плана.
В начале апреля силы ПНС начали воздушную операцию «Вулкан гнева»..
В конце апреля командующий ЛНА фельдмаршал Х. Хафтар заявил, в видеообращении к нации, о прекращении действия Схиратского соглашения (результатом которого стало формирование Правительства национального согласия) и объявил, что берет на себя управление страной. ЕС осудил действия Хафтара.
К 19 мая силы ПНС заняли авиабазу аль-Ватия (аль-Ватийя, аль-Ватыя; в 120 километрах на запад от Триполи), которую длительное время контролировало ЛНА; это привело к угрозе обвала «западного фронта» хафтаровцев. Около 1,6 тыс. бойцов ЧВК Вагнера покинули запад Ливии (турецкими СМИ заявили что они «покидают Ливию», что впоследствии оказалось фейком).
В ответ армия Хафтара объявила о крупнейшей воздушной операции в Ливии. «Все объекты и интересы Турции во всех оккупированных городах являются законной мишенью», — заявил командующий ВВС ЛНА Сакр аль-Джаруши. Спустя двое суток силы ПВО ЛНА сбили не менее пяти турецких беспилотников недалеко от Тархуны. Полученные ЛНА самолёты (предположительно, МиГ-29) атаковали турецкий транспорт близ порта Триполи и турецкий фрегат в открытом море вблизи Сирта. Вскоре Африканское командование ВС США заявило, что истребители МиГ-29 и Су-35, а также бомбардировщики Су-24 перебросила в Ливию Россия.
2 июня сообщалось, что армия Хафтара потерпела новое поражение — силы ПНС закрепились в районе Ремле близ международного аэропорта Триполи.
В тот же день стороны конфликта в Ливии согласились возобновить переговоры в формате «5+5» при посредничестве ООН (в то же время силы ПНС устроили засаду хафтаровцам, уходящих из района у аэропорта, также ранее ВВС ПНС при поддержке Турции совершили три удара по колонне ЛНА, состоящей из танков)..
4 июня представитель ПНС Мустафа аль-Меджаи заявил, что «наемники Халифы Хафтара» больше не могут обстреливать Триполи и пригороды города, и что силы Хафтара отброшены от международного аэропорта и других районов к югу от столицы страны.
5 июня силы ПНС заняли Тархуну, последний оплот ЛНА возле Триполи.
В середине июля Турция выдвинула ультиматум армии Хафтара: ЛНА должны отойти из Сирта и муниципалитета Эль-Джуфра, иначе против них будет начата военная операция («Мы передали это российской стороне», — заявил Чавушоглу; министр назвал вывод вооружённых формирований Хафтара из стратегически важных районов Ливии одним из условий прекращения войны в стране). В ближайшее время ЛНА Хафтара ожидает большой битвы с силами ПНС и поддерживающей его Турции за ключевой город Сирт; так, представители сил Хафтара наблюдают крупные перемещения войск ПНС и Турции, армия ЛНА ожидает начала боев в любой момент. При этом ЛНА пользуется поддержкой со стороны Египта; президент Египта ас-Сиси 20 июня заявил, что его страна может вмешаться в вооружённые действия в Ливии, на этом фоне возникает угроза начала конфронтации на этой территории между Турцией и Египтом.
23 октября 2020 года представители сторон межливийского конфликта подписали в Женеве соглашение о введении постоянного режима прекращения огня.

### 2021 год
Форум ливийского политического диалога, работавший в Швейцарии с 1 по 5 февраля 2021 года, избрал премьер-министра единого правительства Ливии и трех членов Президентского совета во главе с бывшим послом в Греции Мухаммедом аль-Манафи, премьер-министром стал Абдул Хамид Дбейба. Они должны управлять Ливией до всеобщих выборов, намеченных на конец декабря 2021 года.
Глава ПНС Файез Саррадж 14 февраля 2021 года покинул Ливию до перехода полномочий новоизбранным властям, передав полномочия своему заместителю Ахмеду Майтыгу.

## Иностранное вмешательство
Ливия обладает самыми крупными в Африке запасами углеводородов и удобно расположена для экспорта нефти и газа в Европу. Поэтому многие иностранные державы добивались влияния в Ливии, поддерживая одну из сторон в гражданской войне. По данным BBC на май 2020 года поддержка распределялась следующим образом:
- Правительство в Триполи (Файез Аль-Сарадж): ООН, США и Турция.
- Правительство в Бенгази (генерал Хафтар): Франция, Россия, ОАЭ, Египет.

3 января 2016 года спецпосланник ООН по Ливии Мартин Коблер заявил о готовности немецких войск отправиться в Тунис, где находится штаб-квартира Правительство национального единства во главе с Фаизом Сараджом, для обучения ливийских войск борьбе с ИГ. Данная инициатива была озвучена МИД Германии 13 декабря 2015 года. Ранее, в декабре 2015 года, бойцов спецназа США, прибывших также в Ливию для налаживания контактов, изгнали из страны ливийские вооружённые формирования. Источник в Пентагоне сообщил, что американские военнослужащие отправились в Ливию для налаживания отношений и укрепления контактов со своими коллегами из Ливийской национальной армии. «Уже в Ливии бойцы местных вооружённых формирований потребовали, чтобы американские военнослужащие покинули страну. С целью избежать конфликта они так и поступили», — сообщил источник ТАСС. Представитель Пентагона подчеркнул, что американские военные находились в Ливии с согласия местных чиновников, не уточнив при этом, к какой из сторон они принадлежали.
30 апреля в СМИ появилась информация о том, что итало-британская колонна спецназа НАТО попала в засаду террористов по пути из Мисраты в сторону Сурта. Сообщается также о планировании совместной операции против террористов «Исламского государства» в городе Сирт. Президентский совет призвал все стороны объединиться и ждать операции. Однако главком Восточной Ливии, представляющий правительство Палаты представителей, заявил о своей операции в Сирте. В то же время Италия собирается увеличить свой контингент в Ливии с 600 до 6000 солдат, Британия — до 1000 военных, а британский банк до июня будет поставлять в Ливию миллиарды новых динаров, вместо старых банкнот Джамахирии, чтобы подкупать ливийских бойцов для захвата нефтяных месторождений у ИГ.
26 мая СМИ стало известно о готовящейся операции НАТО в Ливии. Источник сообщил, что Греция, Италия и Мальта на три месяца закрыли своё воздушное пространство для ливийских бортов в рамках готовящейся операции. Он также рассказал о том, что начать операцию планировалось 25 мая.
14 июня МИД РФ заявил, что вопрос о совместной операции США и РФ в Ливии не стоит на повестке дня.
В тот же день Совбез ООН разрешил Европейскому союзу досматривать суда, идущие в Ливию, с целью пресечения перевозки оружия. Позднее начались поиски двух судов под турецким и либерийским флагами, трёх под панамским, боливийским и танзанийским и одного, зарегистрированного на Коморских островах. Помимо этих кораблей, были и другие, вышедшие из турецких портов, но ускользнувшие от спецслужб. Все подозреваются в перевозке оружия в Ливию для «Исламского государства».
1 августа начались удары с воздуха ВВС США по позициям ИГ, а затем и подключение к боям за Сурт американских и британских спецназовцев. Барак Обама отдал приказ о нанесении воздушных ударов по позициям бойцов ИГ в Сурте без обсуждения и санкции со стороны конгресса, а длительность воздушной операции не была определена временными рамками. Далеко не все в Ливии поддержали решение правительства в Триполи пригласить на помощь американцев и их союзников. Другое, конкурирующее правительство и другой парламент во главе с Агилой Салехом Исой (базирующиеся в Тобруке), а также генерал Халифа Хафтар, решительно выступают против иностранного военного участия в решении ливийских проблем. После того как на территорию Ливии упали первые американские бомбы, правительство в Тобруке вызвало для объяснений американского посла.

### Россия
Военнослужащие и поставки оружия
В октябре 2018 года газета The Sun сообщила, что Россия перебросила в восточную часть Ливии несколько «десятков» военнослужащих спецназа и офицеров Главного управления Генштаба (ранее ГРУ). По данным газеты, российские специалисты занимаются подготовкой кадров армии маршала Халифы Хафтара, которому Россия также поставляет тяжёлое вооружение. Присутствие российских военных в Ливии также подтвердил изданию РБК источник, близкий к министерству обороны РФ. По его словам, российский контингент в этой стране представлен, в том числе, элитными десантными подразделениями. Однако глава российской контактной группы по внутриливийскому урегулированию Лев Деньгов опроверг эти сообщения.
Группа Вагнера
5 ноября 2019 года газета The New York Times сообщила, что Россия за последние шесть недель отправила в Ливию 200 наёмников из т. н. «группы Вагнера», среди которых есть снайперы; они выступили на стороне Хафтара. 20 декабря президент Турции Эрдоган заявил, что в Ливии на стороне Хафтара действуют наёмники российской ЧВК «Вагнер». Российская сторона неоднократно отрицала эту информацию. Издание Meduza сообщило, что в сентябре 2019 года в Ливии погибли от 10 до 35 бойцов «группы Вагнера».
Также, по мнению США, в распоряжении Хафтара могут быть системы ПВО российского производства: Вашингтон настаивает, что в ноябре 2019 один из американских беспилотников был сбит ракетой российского производства.
Боевая авиация
В конце мая 2020 года Африканское командование вооружённых сил США (Africom) обвинило Россию в отправке в Ливию истребителей четвёртого поколения МИГ-29; по мнению американских военных, самолёты были переброшены в Ливию, чтобы оказывать поддержку с воздуха российским наемникам из «ЧВК Вагнера». Первые снимки таких истребителей в Ливии появились 19 мая; утверждается (ссылаясь на спутниковые данные), что первые МиГ-29 появились в Ливии 18 мая, а переброска самолётов из Сирии в Ливию завершилась 25 мая.
Российские представители заявили, что истребители МиГ-29 в Ливии, если они там есть, «являются советскими, а не российскими» (и поставили их за рубеж с советских времён почти тысячу) и назвали информацию американского командования «страшилкой» и что это «больше похоже на какую-то глупость».
Динары для правительства Хафтара
30 мая 2020 года правительство Мальты перехватило партию ливийских динаров, напечатанных российским Гознаком и предназначенных для непризнанного правительства Халифы Хафтара. Номинальная стоимость перехваченной партии составляет примерно 1 млрд долл. США. Россия печатает динары для Хафтара с 2016 года, по данным агентства Рейтер, с 2016 по 2019 год Россия поставила в Ливию около 13,5 млрд динаров (9,5 млрд долларов по текущему курсу).

### Турция
В конце ноября 2019 президент Турции Реджеп Тайип Эрдоган и глава признанного ООН Правительства национального согласия Ливии Фаиз Сарадж подписали меморандум о сотрудничестве в военной сфере и о взаимопонимании по морским зонам.
26 декабря президент Турции Эрдоган заявил, что в январе, когда турецкий парламент возобновит работу, он направит законодателям запрос об отправке турецких военных в Ливию. Эрдоган заявил: «Мы окажем любую поддержку администрации в Триполи, которая ведёт борьбу с мятежным генералом, за которого выступают некоторые европейские и арабские страны. Они помогают ему, а мы на стороне законного правительства Ливии». Глава МВД Ливии Фатхи Башаги, пообещал, что Ливия направит официальный запрос турецкому руководству с просьбой оказать стране военную поддержку и изгнать «призраки сил наёмников».
2 января 2020 года парламент Турции одобрил законопроект об отправке турецких войск в Ливию. На первом этапе туда планируется отправить только военных инструкторов, на втором — системы ПВО.
В тот же день МИД Египта выступил с заявлением, в котором резко осудило принятое в Турции решение об отправке войск в Ливию: там считают, что парламент Турции нарушает ряд договорённостей, в частности принятую в 2011 году резолюцию Совета Безопасности ООН, которая налагает эмбарго на военное сотрудничество с Ливией.
Израиль, Греция и Кипр сделали совместное заявление, осуждающее введение турецких войск. В заявлении указывается, что действия Турции нарушают эмбарго ООН на поставку вооружений в Ливию.
16 января 2020 года президент Турции Эрдоган заявил, что началась отправка турецких войск в Ливию, появились сообщения, что Турция направила на помощь Правительству национального единства, главным образом, подразделения специального назначения, а также боевую технику.
Примерно в январе два фрегата турецких ВМС появились у ливийских берегов.
18 января источники телеканалов Al Arabia и Al Hadath сообщили о прибытии турецкого спецназа в Триполи для поддержки признанного ООН Правительства национального согласия: якобы часть из них займётся обучением ливийских военнослужащих, другие — разведывательными операциями, также турецкие военные возьмут под охрану членов ПНС.
20 января Эрдоган заявил, что Турция пока не направляла войска в Ливию, а на территории страны находятся только советники и инструкторы: «Мы не посылаем туда военные силы в настоящее время. Мы просто послали сюда персонал в качестве тренеров, инструкторов, вот и всё» — сказал президент. Он упомянул находящихся в стране военных из Судана (джанджавидов, бойцов суданского проправительственного ополчения), Чада, Нигера и ЧВК Вагнера.
Видеозапись с турецкого бронетранспортера Kirpi (захваченного ЛНА), по мнению ЛНА — доказывает военное вмешательство Турции в дела Ливии .
Сообщается также, что Турция обеспечивает доставку в Ливию для войны на стороне Правительства национального согласия боевиков из Сирии.

### Франция
Представитель правящей «Партии справедливости и развития» Турции Омер Челик заявил, что «преступления сторонников Ливийской национальной армии (ЛНА) под руководством фельдмаршала Халифы Хафтара совершались в стране с ведома Франции».

### Комментарии
1. ↑  ЧВК расшифровывается как «частная военная компания». Российское законодательство не предусматривает легальной возможности оказания частных военных услуг. Тем не менее, название «ЧВК» широко распространено в российской прессе. По данным BBC «группу Вагнера» курирует близкий к В.В. Путину бизнесмен Евгений Пригожин (в российской прессе известен как «повар Путина»)[223]
2. ↑  В редакции нескольких международных СМИ попал 57-страничный доклад сотрудников мониторинговой миссии комитета ООН по санкциям в отношении Ливии, в котором говорилось, что на стороне Хафтара воюют до 1200 российских наемников[234]
3. ↑  США используют беспилотники для уничтожения остатков сил «Исламского государства» в Ливии[236]
4. ↑  Банкноты  Гознака немного отличается от динаров, которые печатает для международно признанного правительства британская фирма De La Rue[240]